# マッキントッシュ・ラボ

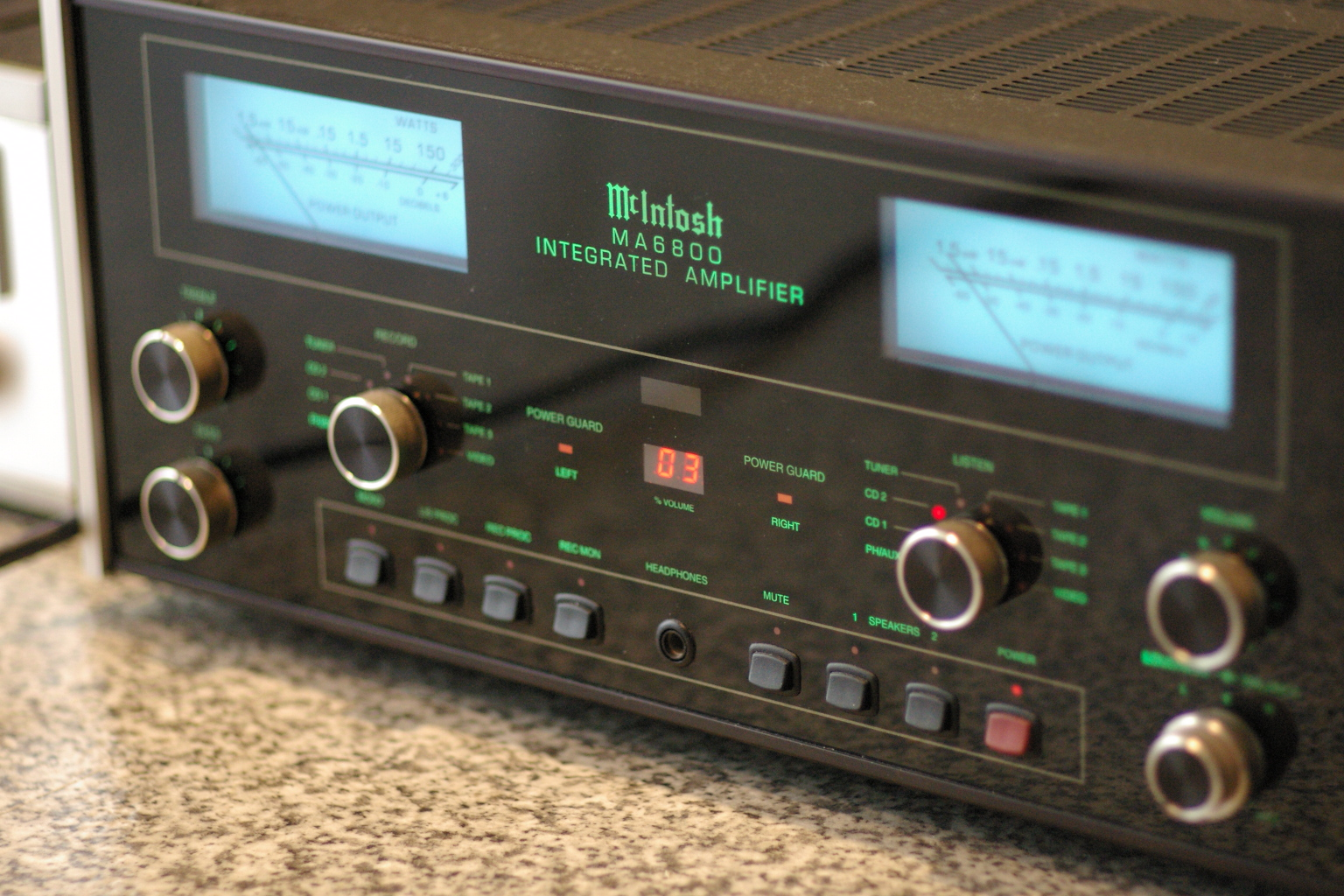
MA6800

マッキントッシュ・ラボ (McIntosh Laboratory, INC) はアメリカ合衆国の高級音響機器の設計および製造会社。マッキントッシュ (McIntosh) のブランド名で知られる。

## 歴史
マッキントッシュ・ラボ社は1949年創立。創立者フランク・H・マッキントッシュ。創業地ワシントン。所有地はニューヨーク州ビンガムトン。代表者はチャーリーズ・M・ランドール。
1990年、クラリオンの米国法人が買収した。さらに2003年5月には持株会社であるディーアンドエムホールディングスが買収し、傘下ブランドとなった。日本への輸入・販売・サポート業務はそれまでエレクトリが行っていたが、2007年4月1日にディーアンドエムホールディングスが新たに設立した日本法人子会社、株式会社マッキントッシュ・ジャパンに移された。
2012年10月に高級オーディオメーカー（ブランド）を多く傘下に持つイタリアの持株会社ファインサウンズがD&Mホールディングスから買収し、自社の傘下に収めた。日本での輸入販売権はまたエレクトリに戻され、サポート業務を引き継ぐことになった。

## 製品
アンプ製品については、「ブルーアイズ」と呼ばれる左右パワーメーターが主な外観的特徴となっている。

### 現行製品
- スピーカー
- コンパクトディスクプレーヤー
- アンプ
- カーオーディオ（カーオーディオ事業の日本輸入権はクラリオンに残っている）
- McIntosh AP1 Audio Player - iOS向け音楽再生アプリケーション マッキントッシュ製アンプのフロントパネルのランプやメーターを再現している公式アプリケーション[2]。

## 純正システムへの採用
日本国内においては、富士重工業（現・SUBARU）がレガシィ（3 - 5代目［BH/BE型 BP/BL型 BR/BM型］）のメーカーオプション扱いでマッキントッシュオーディオを採用したことで知られる。

## 過去の日本法人
商号株式会社マッキントッシュ・ジャパン（英称: McIntosh Japan Co., Ltd.）
本社〒210-8569 神奈川県川崎市川崎区日進町2番地1
設立年月日2007年4月1日
株主株式会社ディーアンドエムホールディングス 100 %